# Темников
Темников (на руски: Темников; на мокшански: Темникав; на татарски: Төмән) е град в Русия, административен център на Темниковски район, автономна република Мордовия. Населението на града през 2017 година е 6291 души.